# Alibicord

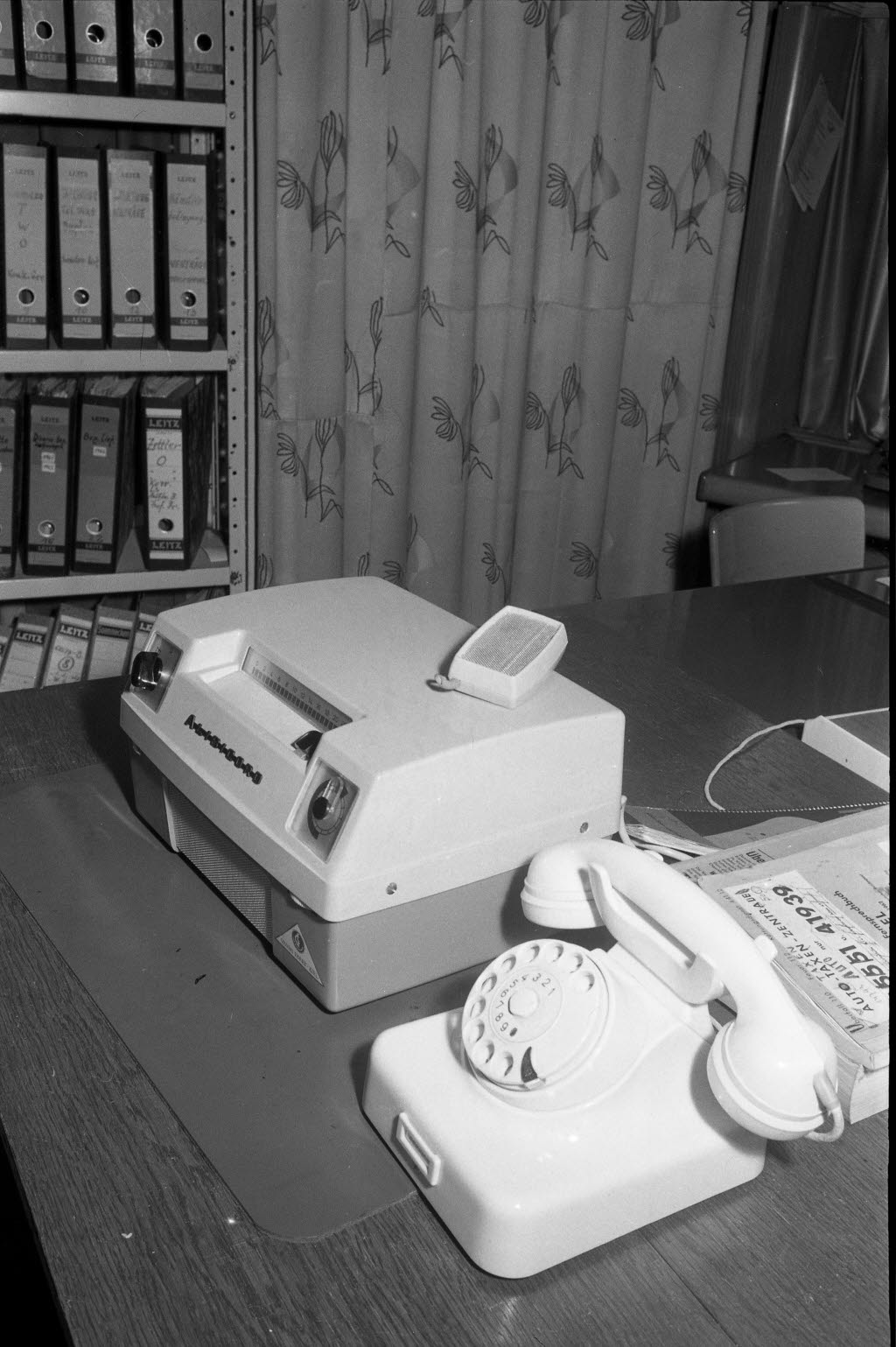
Automatischer Anrufbeantworter Alibicord (1962)

Alibicord ist die Bezeichnung des ersten in Deutschland von der Deutschen Bundespost zugelassenen Anrufbeantworters. Das Gerät wurde ab 1958 von der Firma Alois Zettler Elektrotechnische Fabrik GmbH in München hergestellt.
Es konnte sowohl als reines Ansagegerät als auch als Anrufbeantworter mit Gesprächsaufzeichnung bis zu 30 Sekunden Dauer pro Anruf eingesetzt werden. Die Aufzeichnung von Ansage und eingehenden Nachrichten erfolgte mittels einer mit Magnetfolie beschichteten Walze.
In späteren Ausführungen des Alibicord wurden anstelle der Walze spezielle Magnetbandkassetten verwendet, die leicht auswechselbar waren und auch längere Nachrichten aufzeichnen konnten. Wegen der hohen Anschaffungskosten (über 3000,- DM gegen Ende der 1970er) waren diese robusten Geräte nur selten in privaten Haushalten zu finden.